# 21-й Кордунский корпус

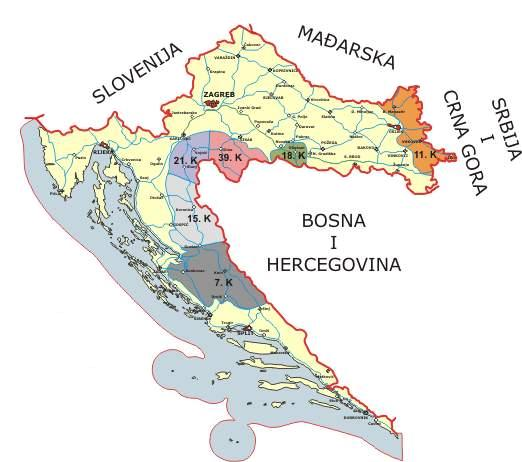
Зоны ответственности корпусов армии РСК. Зона ответственности 21-го Кордунского корпуса выделена фиолетовым цветом

21-й Кордунский корпус (серб. 21. кордунашки корпус) — армейский корпус в составе Вооружённых сил Республики Сербской Краины. Он был сформирован в октябре 1992 года из подразделений Территориальной обороны, милицейских подразделений и добровольцев. Вооружение и снаряжение корпус получил от Югославской Народной Армии. Задачей Корпуса была оборона Кордуна. Против корпуса с хорватской стороны были сосредоточены значительные силы. так как от его позиций до словенско-хорватской границы было около 15 километров. Летом 1995 его возглавлял полковник Велько Босанац, штабом командовал полковник Любан Ивкович.

## Организация
Структура Корпуса в 1995 году:
- Штаб
- 11-я пехотная бригада (Войнич)
- 13-я пехотная бригада (Слунь)
- 19-я пехотная бригада (Топуско)
- 21-й пограничный отряд
- 75-й противотанковый артиллерийский дивизион
- 21-й бронетанковый батальон
- 85-я база тылового обеспечения
- 75-й инженерный батальон
- инженерный батальон
- рота связи
- рота военной полиции
- разведывательная рота
- взвод РХБЗ